# Biserica unitariană din Suatu
Biserica unitariană din Suatu, inițial romano-catolică, este un monument istoric și de arhitectură din sec. al XIV-lea.

## Interior
Frescele din secolele XIV-XV au fost acoperite cu ocazia reformei protestante și redescoperite în anul 1925.